# Zakar András (pap)
Zakar András (Margitta, 1912. január 30. – Székesfehérvár, 1986. március 31.) római katolikus, pap, pápai kamarás.

## Élete
A pesti kegyesrendi gimnáziumban érettségizett, utána a Műegyetemen mérnöki oklevelet szerzett. 1936-ban beiratkozott a Pázmány Péter Tudományegyetem hittudományi szakára, utána, 1940-ben pappá szentelték. 1941-től a főegyházmegyei hivatal irodájában dolgozott, 1944 áprilisától Serédi Jusztinián hercegprímás, majd 1945. október 7-étől Mindszenty József személyi titkára lett. 1948. november 19-én letartóztatták, majd az amerikaiaknak való kémkedés hamis vádjával hat év börtönre ítélték. 1953-ban szabadlábra helyezték, ezt követően 1957-es nyugalomba vonulásáig Budapesten működött lelkészként. 1970-ben felmentették az ellene hozott ítélet alól.

## Művei
- Tihamér püspök élete; Egyetemi Nyomda, Bp., 1941
- A szenvedés értéke és a megtestesülés titka; Stephaneum Nyomda, Bp., 1941
- Útmutató a közéleti kérdésekben. Időszerű egyházi megnyilatkozások alapján; Szent István Társulat, Bp., 1947
- A sumér nyelvről; Regös Nyomda, Södertälje, 1970
- Sumerian-Ural-Altaic affinities; University of Chicago, Chicago, 1971
- Elhallgatott fejezetek a magyar történelemből; Duna, Fahrwangen, 1976
- A sumér és akkád ékjelekről; René Labat Manuel d'épigraphie akkadienne c. műve alapján ford. és szerk. Zakar András; Szatmári, Garfield, 1976
- A magyar őstörténet felé; Erdélyi Világszövetség, Buenos Aires, 1978
- Összehasonlító magyar történelem; összeáll. Zakar András; s.n., s.l., 1980
- Teleki Pál halála. Legújabb adatok gróf dr. széki Teleki Pál haláláról; összegyűjt. Zakar András; Eola, Bécs, 1983
- Fordulópontok történelmünkből; Szatmári István, Garfield, 1987
- A sumér hitvilág és a Biblia; összeáll. Zakar András; s.n., s.l., 1990
- The persecution of Jews in Hungary and the Catholic Church. During the German occupation 19 March 1944–4 April 1945. Extracts from documents and comments; összeáll. Zakar András; Hungarian Roman Catholic Chaplaincy Team, London, 1991
- Teleki Pál halála. Mítosz és rejtély; sajtó alá rend., jegyz., bev. Pusztaszeri László; Kairosz, Bp., 2009